# Zweifarbenlackierung

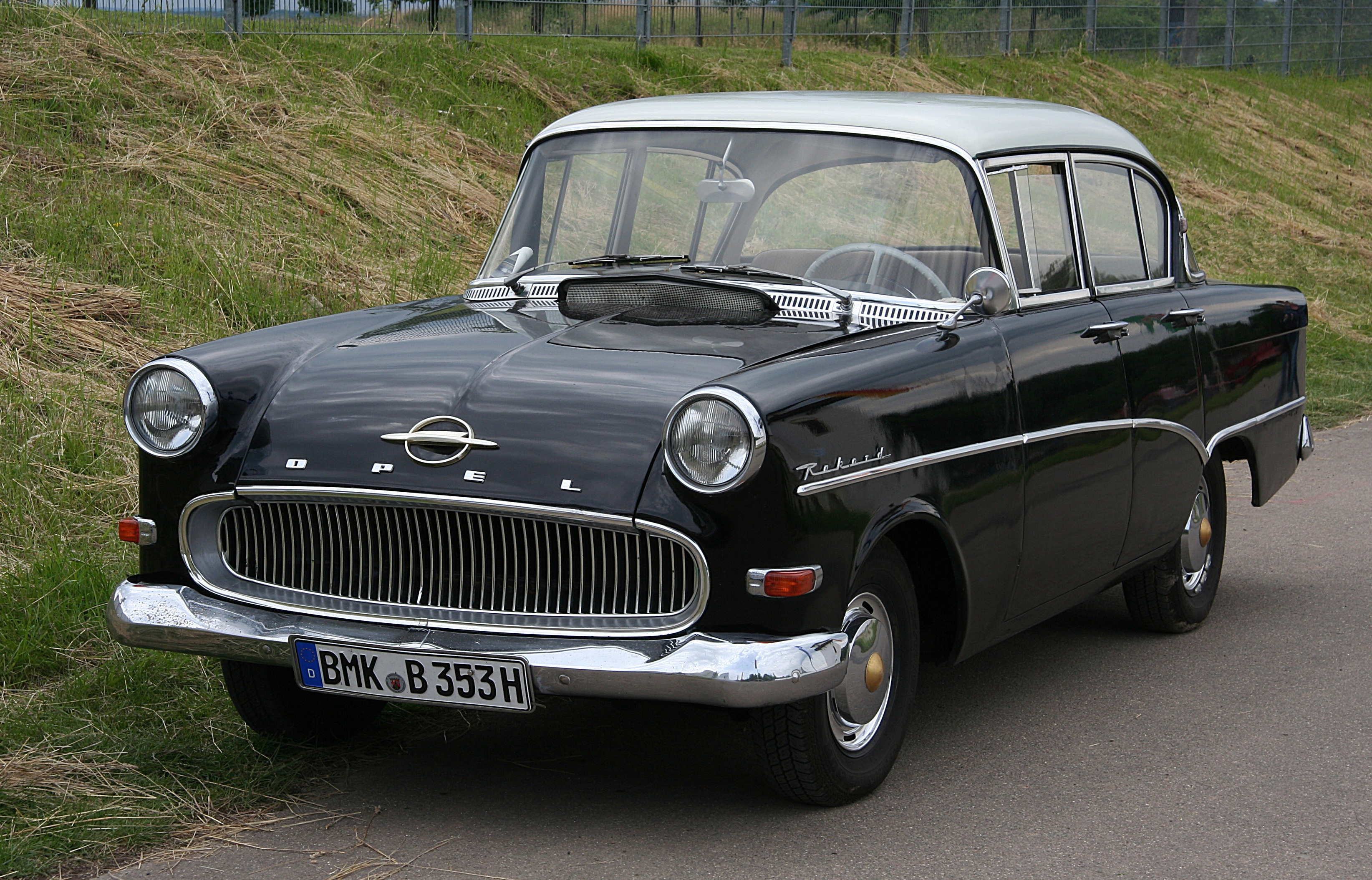
Opel Rekord P1

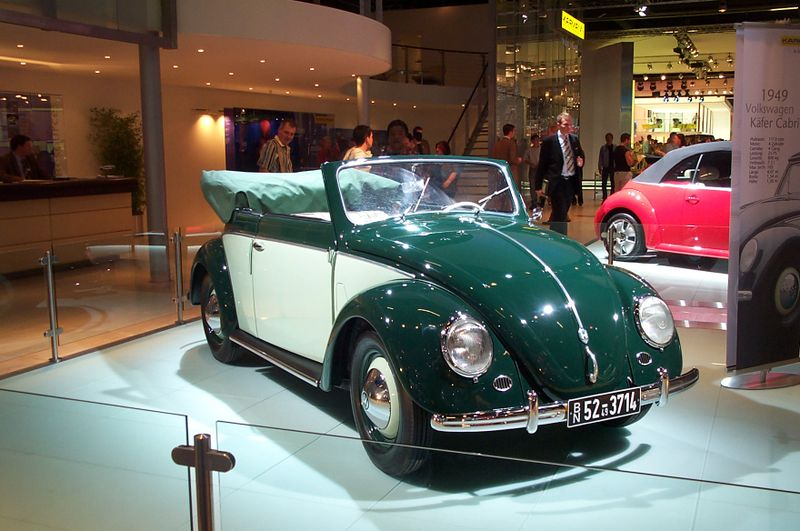
VW Käfer Cabrio Bj. 1949

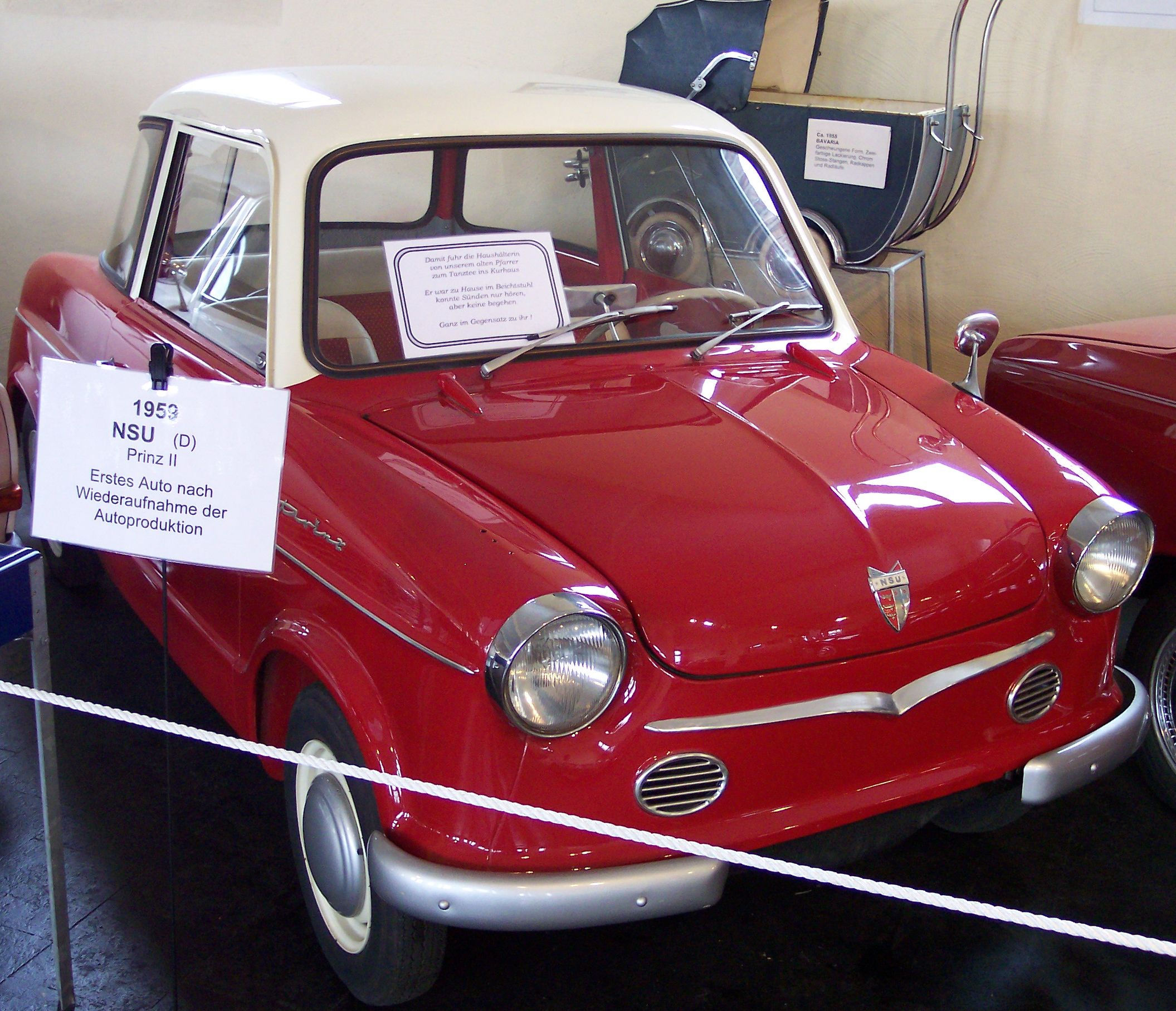
NSU Prinz II

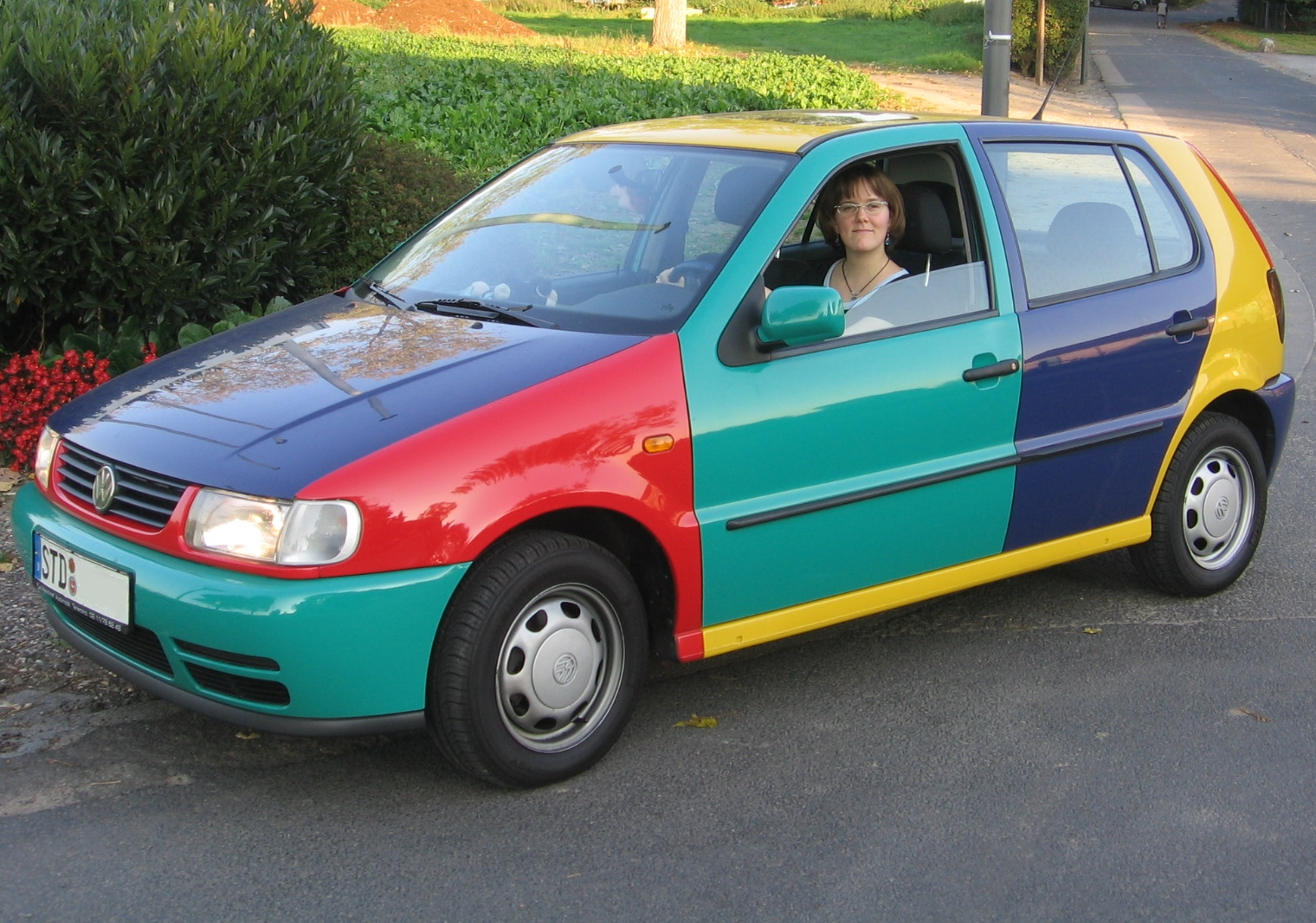
VW Polo Harlekin

Eine Zweifarbenlackierung war seit den 1950er Jahren eine Option bei vielen Autoanbietern.
Der produktionstechnische Aufwand für eine zweite Autofarbe ist jedoch nicht gering. Ein Auto musste zunächst in seiner Grundfarbe lackiert werden, dann nach Aushärten des Lackes das Fahrzeug gut abgeklebt werden, der Lack in den Partiebereichen des Zweitlackes wieder angeschliffen werden, sodann der zweite Lack aufgetragen werden.
Die Schnittlinie zwischen den zwei Farben war anfangs oft die so genannte Gürtellinie auf ca. zwei Drittel Flankenhöhe der Türen und Kotflügel. Man legte die Grenze in einen Bereich, der zumeist von den Zierleisten überdeckt wurde.
Später zog man es vor, statt der kompletten oberen Fahrzeughälfte nur das Dach und seine Säulen mit einer zweiten Farbe abzusetzen. Aber auch diese Vorgehensweise war noch recht aufwändig. Daher waren die Aufpreise für die zweite Farbe am Auto immer beträchtlich, denn zwei Trocknungsphasen und die Zwischenbearbeitung mit Abkleben, und Schleifen sind kostenträchtig.
Bezeichnend ist, dass nach Ende der Zweifarben-Ära um 1970 herum solch eine Option fast nicht mehr angeboten wurde. In die heutigen straffen, ausgeklügelten Produktionsabläufe des Automobilbaus würde eine Zweifarbenlackierung einfach nicht hineinpassen. Sie ist somit heutzutage ein ultimativer Luxus, weil nur in Individualarbeit herzustellen. Nur einige wenige Modelle, wie der Maybach 57 und 62 oder der Bugatti Veyron 16.4, aber auch der Lancia Delta werden noch heute in Zweifarben-Lackierung angeboten.
Auf Kundenwunsch war ebenfalls der Lancia Thesis von 2005 bis 2009 sowie der Lancia Ypsilon in Zweifarben-Lackierung erhältlich. Der Käufer konnte selbst zwei Farben angeben, die dann als Bicolore-Version geliefert wurde.
Der Zweifarbenlackierung folgte in den frühen 1970er Jahren eine Zeit lang das Vinyldach als optische Gestaltungsmöglichkeit nach.
Kurzzeitig gab es im VW-Konzern einen interessanten Versuch der Mehrfarben-Lackierung: die „Harlekin“ genannten Modelle des VW Polo. Der Harlekin-Polo sollte den Nachweis eines aufwändigeren, qualitativ höherstehenden Karosseriebaues (genaue Fugen und Spalte) geführt werden, indem man mit Türen und Hauben bestückte, lackierte komplette Rohkarosserien zerlegte und die Komponenten in anderer, „bunter Reihung“ wieder zusammenbaute. Der Qualitätsnachweis war dann, dass die Fugen und Spalten an den Hauben und Türen von vorproduzierten verschiedenen Fahrzeugen sich dennoch gleichmäßig einstellen ließen, was nur funktioniert, wenn trotz großer Blechflächen eine hohe Exaktheit im Karosseriebau bei den Pressteilen und in der Montage beherrscht wird.